# لناگالپالاتا
لناگالپالاتا (به لاتین: Lenagalpalata) یک منطقهٔ مسکونی در سری‌لانکا است که در استان جنوبی (سری‌لانکا) واقع شده‌است.